# Trichomyia annectens
Trichomyia annectens är en tvåvingeart som beskrevs av Duckhouse 1978. Trichomyia annectens ingår i släktet Trichomyia och familjen fjärilsmyggor. Inga underarter finns listade i Catalogue of Life.